# Kersaint-Plabennec
Kersaint-Plabennec är en kommun i departementet Finistère i regionen Bretagne i västra Frankrike. Kommunen ligger i kantonen Plabennec som tillhör arrondissementet Brest. År 2022 hade Kersaint-Plabennec 1 537 invånare.

## Befolkningsutveckling
Antalet invånare i kommunen Kersaint-Plabennec
Referens:INSEE